# Фортран
Фортран (Fortran) (раніше FORTRAN — скорочення від «The IBM Mathematical Formula Translating System», тобто «Система трансляції математичних формул від IBM»)  — імперативна мова програмування загального призначення, яка особливо підходить для інтенсивних чисельних та наукових обчислень. Розроблена корпорацією IBM в 1950-х роках в університетському містечку на півдні Сан-Хосе (Каліфорнія) для потреб наукових та інженерних проєктів.
Досить швидко Фортран почав домінувати в цій галузі програмування, і понад півстоліття постійно використовується для чисельного прогнозу погоди, аналізу методом скінченних елементів, обчислювальної гідродинаміки, обчислювальної фізики та хімії. Це одна з найбільш популярних мов для високопродуктивних обчислень, а також використовується для тестування швидкодії найпотужніших у світі суперкомп'ютерів.
Фортран вважається першою мовою програмування, що широко використовувалась та підтримувала найрізноманітніші комп'ютерні архітектури. Розвиток Фортрану відбувався паралельно ранній еволюції технології компіляторів, і багато досягнень в галузі теорії та розробки компіляторів були спеціально мотивовані необхідністю створення ефективного коду для програм мовою Фортран.

## Історія розвитку
Фортран як мова розвивалась стабільно і навіть консервативно. Кожен наступний стандарт був створений після тривалої дискусії між виробниками компіляторів та зацікавленими експертами. Тому кожна з версій, що розвивалася, зазвичай додавала тільки розширення мови, одночасно зберігаючи при цьому сумісність з попередніми версіями (однак були і винятки). Версія Fortran 77 додала підтримку для обробки символьних даних; операції з масивами і модульне програмування з'явилися у версії Fortran 90; функційне програмування у версії Fortran 95 (частково), об'єктно-орієнтоване програмування та узагальнене програмування у версії Fortran 2003. Узагальнене паралельне програмування з допомогою co-arrays, що використовує архітектурно-незалежний та близький для фортрану синтаксис для паралельної декомпозиції даних та виконання інструкцій, було стандартизовано у версії Fortran 2008.
До 1960 версії мови Фортран були доступні для комп'ютерів IBM моделей 709, 650, 1620, і 7090. Зростання популярності мови спонукало виробників комп'ютерів забезпечити компіляторами Фортрану свої машини, до 1963 існувало понад 40 різних компіляторів Фортрану.
До появи дисків та файлів, текстових редакторів та терміналів, програми найчастіше вводили за допомогою перфокарт на клавіатурі перфоратора на 80 знаків. Колода карт подавалася в спеціальний зчитувач перфокарт для компіляції. Тому оригінальний код Фортрану мав фіксований формат завдовжки 80 символів (стовпчиків). Не підтримувалась рекурсія та підпрограми.

### FORTRAN
Наприкінці 1953 Джон В. Бекус запропонував своєму керівництву в IBM розробити більш практичну альтернативу мови програмування для їхньої ЕОМ IBM 704. До команди створення мови Фортран увійшли також програмісти Річард Ґолдберґ, Шелдон Бест, Гарлан Геррік, Пітер Шерідан, Рой Натт, Роберт Нельсон, Ірвін Ціллер, Лоїс Гейбт, Девід Сейр. Проєкт специфікації системи було завершено до середини 1954. Перший посібник для мови Фортран з'явився в жовтні 1956, а перший компілятор  — у квітні 1957.
Це був перший у світі оптимізувальний компілятор, оскільки клієнти погоджувалися використовувати мови програмування високого рівня тільки якщо компілятор зможе генерувати код з продуктивністю близькою до коду, який може написати досвідчений програміст безпосередньо на асемблері. Мова була позитивно прийнята вченими та інженерами для написання програм, котрі створили необхідні умови та ринок для створення компіляторів, які можуть генерувати більш швидкий і ефективний код. Додання комплексних чисел зробило мову особливо зручною також для технічних та інженерних програм, таких як електротехніка.

### FORTRAN II
FORTRAN II від IBM з'явився 1958. Основними поліпшеннями були підтримка процедурного програмування, тобто підпрограми і функцій з параметрами, що передавалися за посиланням (by reference). Для підпрограм надали можливість доступу до глобальних змінних.

### FORTRAN III
1958 IBM розробила FORTRAN III, що дозволяв писати на асемблері у функціях, цю версію не випустили на ринок як готовий продукт.

### FORTRAN для IBM 1401
Для машини IBM 1401 було створено інноваційний на той час 63-прохідний компілятор Фортрану, розміром 8 кілобайт. Він зберігав код програми в пам'яті та одночасно поступово транслював її машинною мовою — це був перший у світі інтерпретатор мови програмування. Наступний інтерпретатор для іншої мови (Паскаль) зʼявився 1970.

### FORTRAN IV
Починаючи з 1961, після вивчення потреб клієнтів, компанія IBM розпочала розробку версії FORTRAN IV, в якій були видалені машиннозалежні особливості FORTRAN II (такі як READ INPUT TAPE), і додано багато нових елементів, таких як: логічний тип даних, логічні операції та логічний IF як альтернативу арифметичному IF. FORTRAN IV випустили 1962, спочатку для комп'ютерів IBM 7030 («Stretch»), а потім і для IBM 7090 та IBM 7094. До 1965 FORTRAN IV був «стандартом» відповідно до American Standards Association X3.4.3 FORTRAN Working Group.

### FORTRAN 66
Після рішення Американської асоціації стандартів (ANSI зараз) сформувати комітет для розробки «американського стандарту Фортрану» в березні 1966 Fortran 66 фактично став першою «стандартною для індустрії» версією Фортрану.
Fortran 66 мав дуже багато удосконалень:
- програмні одиниці: головна програма, subroutine, function, та block data;
- типи даних integer, real, double precision, complex та logical;
- інструкції common, dimension, і equivalence;
- інструкція data для специфікації початкових значень змінних;
- функції intrinsic та external (тобто бібліотечні);
- інструкції goto, визначений goto, та обчислюваний goto;
- логічний та арифметичний (триваріантний) if;
- цикл do;
- ключові слова для послідовних операцій вводу-виводу read, write, backspace, rewind, та endfile;
- інструкція для форматованого вводу-виводу format;
- інструкції call, return, pause, та stop;
- константи Голлеріта у виразах data та format, а також як аргументи для процедур;
- ідентифікатори з довжиною до 6 символів,
- можливість запису коментарів у коді.

### FORTRAN 77
Після оприлюднення стандарту FORTRAN 66, виробники компіляторів продовжували на прохання користувачів додавати розширення для мови, що змусило ANSI 1969 року почати перегляд стандарту, затвердженого 1966 року. Остаточні проєкти наступного стандарту завершено 1977 року, офіційне затвердження стандарту FORTRAN 77 відбулося в квітні 1978 року.
Новий стандарт FORTRAN 77 додавав низку істотних особливостей для вирішення багатьох недоліків FORTRAN 66:
- блоки if ... end if, з опціональними else ... else if, що значно полегшували структурне програмування;
- розширення циклів з параметричними виразами, негативним інкрементом та нульовим циклом do ;
- інструкції open, close, та inquire для роботи з файлами, а також прямий доступ до файлів;
- вираз implicit та символьний тип даних character з великою кількістю функцій для нього;
- parameter для декларування констант;
- save для постійних локальних змінних;
- загальні імена для вбудованих функцій.

У цій версії стандарту окремі інструкції були вилучені або оголошені застарілими (тобто такими, що будуть вилучені в наступних версіях мови).

### Fortran 90
Зі значним запізненням, як наступник FORTRAN 77, відомий зараз як Fortran 90 (попередня назва Fortran 8X) був випущений як стандарт ISO 1991 і стандарт ANSI 1992. Це був досить масштабний перегляд попереднього стандарту, котрий також враховував нові тенденції та розвиток інших мов. Було додано безліч нових функцій, щоб відобразити значні зміни в практиці програмування:
- нефіксована форма запису джерельного коду (інструкції можуть бути розміщені де завгодно в рядку, & означає продовження інструкції в наступному рядку, ; розділяє кілька інструкцій в одному рядку) а також запис ключових слів малими літерами;
- ідентифікатори змінних довжиною до 31 символа;
- вбудовані однорядкові коментарі !;
- операції над масивами як ціле, та над вибірками масивів, що значно спрощувало математичні та інженерні обчислення, введено поняття масиву без елементів (нульового розміру);
- рекурсивні процедури (підпрограми та функції);
- модулі module ... end module для групування пов'язаних процедур і даних, щоб зробити їх доступними для інших частин програми, включаючи можливість обмежувати доступ тільки до певних частин модуля з допомогою private/public;
- значно покращився механізм передачі аргументів (атрибути optional, intent(in/out/inout)), що дозволяло перевіряти інтерфейси функцій та процедур під час компіляції (атрибут intrinsic); додано також опцію result() для оголошення назви змінної, що повертається функцією;
- передбачено створення інтерфейсів interface ... end interface користувачем для узагальнених процедур;
- перевантаження операторів;
- похідні/абстрактні типи даних type ... end type  з оператором вибору компонента %; новий тип синтаксису для декларації типу даних та інших атрибутів змінних: kind (та додатково len для символьного character вбудованого типу), save, та іменованих констант parameter;
- динамічне виділення пам'яті за допомогою атрибутів allocate/deallocate та allocatable;
- вказівник pointer та атрибут target для типу, на який вказує вказівник,— для полегшення створення та операцій з динамічними структурами даних;
- нові оператори порівняння <, <=, ==, /=, >, >=;
- структуровані циклічні конструкції  do i = x,y,z ... end do з end do, а не continue для завершення циклу, cycle та exit для контролю та виходу з ітерацій циклу; цикли do while () ... end do, необмежені цикли у формі  do ... end do без лічильника;
- select case ... end select для багатоходового вибору;
- sequence інструкцію для контролю запису на фізичний носій об'єктів похідних типів, якщо такі об'єкти знаходяться в інструкціях equivalence та common;
- конструкцію where () ... elsewhere ... end where для полегшення маніпуляцій з масивами;
- специфікації точності обчислень під контролем користувача;
- нові та вдосконалені вбудовані процедури (понад 100 нових функцій та підпрограм);

На відміну від попередніх версій, з версії стандарту Фортран 90 не було видалено жодного елементу, однак багато оголосили застарілими: нецілі лічильники в конструкціях циклів, завершення циклу з допомогою визначеної мітки, спільні continue для вкладених do циклів, арифметичні конструкції if(x) a,b,c, інструкцію pause, assign.

### Fortran 95
Fortran 95 був незначним переглядом попереднього стандарту, переважно для вирішення нагальних питань з практики програмування за допомогою стандарту Fortran 90.
До версії Fortran 95 також було додано розширення:
- з так званого високопродуктивного фортрану (High Performance Fortran): forall і вкладені інструкції where, для полегшення векторизації;
- pure і елементарні elemental процедури;
- стандартна ініціалізація за замовчуванням компонентів похідних типів;
- розширено можливості використання виразів ініціалізації;
- доповнили явним роз'ясненням, що пам'ять зайнята динамічними (allocatable) масивами  автоматично звільняється, коли вони виходять з своєї області видимості;
- розширили кількість вбудованих функцій.

Окремі інструкції відзначені у версії Fortran 90 як застарілі, були видалені з версії Fortran 95: цикли з дійсними лічильниками, pause тощо.
Важливим доповненням до Fortran 95 стала доповідь ISO TR-15581. У цій специфікації визначено розширене використання динамічних (allocatable) масивів, ще до наявності повністю сумісних компіляторів для версії Fortran 2003. Додали можливість для динамічних масивів  бути компонентами похідних типів, в списках формальних параметрів процедур, а також як значення, що повертаються функцією.
Ще одним важливим доповненням до Fortran 95 була технічна доповідь ISO TR-15580: з обробкою винятків роботи з рухомою комою, неофіційно відомий як IEEE TR. В цій специфікації визначено також повну підтримку IEEE арифметики з рухомою комою. Fortran 95 також додав два додаткові модулі для підтримки рядків змінної довжини (Varying character strings (ISO/IEC 1539-2 : 2000)) та умовної компіляції (Conditional compilation — ISO/IEC 1539-3 : 1998).

### Fortran 2003
Fortran 2003 став одним з основних переглядів, що додав багато нових можливостей.
Основні поліпшення для нової версії стандарту:
- покращення для похідних типів — додано параметризовані похідні типи (з допомогою вхідних параметрів типу kind, та len);
- покращено контроль доступності;
- поліпшено структури конструкторів та введено явні деструктори з допомогою final;
- додано зв'язування модульних процедур до оголошених в похідному типі процедур та операторів (перевантаження та створення нових операторів) у вигляді =>;
- додано узагальнені ідентифікатори-назви generic для зв'язаних процедур-методів похідного типу (поліморфних для різних типів вхідних параметрів);
- додано явні атрибути pass та nopass для керування передачі вказівника на об'єкт в прив'язаних до типу процедур, можливість керувати видимістю (private, public) окремих компонентів типу — як видимістю компонентів з даними так і видимістю прив'язаних процедур (слід однак мати на увазі, що видимість і доступність типів, компонент типів, об'єктів та змінних в фортрані заснована на модулях/субмодулях, а не на похідних типах, як в багатьох інших ОО-мовах);
- об'єктно-орієнтоване програмування — розширення типу і успадкування (за допомогою extends) та заборона за потреби переозначення зв'язаних до батьківського типу процедур (ключове слово non_overridable), поліморфізм типів (class, необмежений поліморфний специфікатор class(*), конструкції select type ... end select, та вбудовані функції same_type_as, extends_type_of), відкладене зв'язування (deffered) та абстрактні типи (abstract), динамічне виділення пам'яті для типів та прив'язаних до типу процедур;
- покращення маніпуляцій з даними — динамічне виділення пам'яті для компонентів типів, автоматичне виділення пам'яті для динамічних масивів під час присвоєння, перевиділення(перенесення) пам'яті для динамічної змінної (з допомогою підпрограми move_alloc);
- блок для скороченого іменування довгих виразів associate ... end associate;
- атрибут volatile;
- явні специфікації типу в конструкторах масивів;
- удосконалення вказівників pointer;
- введення вказівників на модульні процедури, вказівників на процедури як компонент похідних типів (procedure pointer components дозволяють реалізувати динамічне зв'язування (ручну динамічну диспетчеризацію) процедур-методів в об'єкті-примірнику похідного типу в часі виконання), розширені вирази для ініціалізації, і покращення вбудованих процедур;
- внесення концепції вбудованих модулів (intrinsic), а також самі модулі, напр — iso_fortran_env;
- видимість модульних об'єктів — додано protected для видимості модульних об'єктів, додано можливість перейменовувати (невбудовані) об'єкти і сутності модуля (об'єкти даних, похідні типи, інтерфейсні блоки, процедури, узагальнені ідентифікатори та групи списків імен) в специфікаторі use, додано твердження import для контролю видимості модульних об'єктів в тілі interface ... end interface;
- операції читання/запису — асинхронна передача в інструкціях читання/запису (asynchronous='yes') та для оголошених змінних, потоковий доступ, визначені користувачем операції для похідних типів, контроль за округленням в специфікації format, іменовані константи для відкритих файлових потоків, інструкція flush для завершення запису з буферів, регуляризація ключових слів та доступ до повідомлень про помилки;
- визначені користувачем операції читання/запису для похідних типів (англ. User-Defined Derived Type Input/Output або UDTIO), що дозволяють розробнику деталізувати, як похідний тип читається з файла та записується в файл з допомогою вбудованих інструкцій read та write. Технічно це задається зв'язуванням узагальнених та прив'язаних до типу процедур-інструкцій generic :: read(formatted) =>X, generic :: write(formatted)=>Y, generic :: read(unformatted) => X, generic :: write(unformatted) => Y з приватними підпрограмами X та Y з визначеним інтерфейсом X(dtv, unit, iotype, v_list, iostat, iomsg);
- підтримка IEEE із рухомою комою і обробка винятків (включаючи TR 15580) у вбудованому модулі ieee_arithmetic (нові типи, та нові функції ieee_support_underflow_control, ieee_get_underflow_mode, ieee_set_underflow_mode, та багато ін.);
- взаємодія з мовою програмування C з допомогою вбудованого модуля iso_c_binding, де оголошені іменовані константи для kind параметрів більшості типів мови C (c_int, c_short, c_long, c_long_long та всі інші цілі типи, c_signed_char, c_size_t, c_float, c_double, c_long_double, c_float_complex, c_double_complex, c_long_double_complex, c_bool, c_char, а також c_null_char, c_backspace, c_form_feed, c_new_line, c_carriage_return, c_horizontal_tab, c_vertical_tab), для вказівників та їх нульових значень (c_ptr, c_funptr, c_null_ptr, c_null_funptr), а також додаткові процедури (c_loc, c_funloc, c_associated, c_f_pointer, c_f_procpointer); додано атрибут bind(c) для модульних змінних та похідних типів, щоб вони могли бути сумісними зі структурами в мові C;
- підтримка інтернаціоналізації: доступ до ISO 10646 4-байтових символів і вибір десяткового знаку чисел під час форматованого читання/запису (selected_char_kind);
- введення констант в двійковій b'10001', вісімковій o'345', та шістнадцятковій z'1234abcd' системі числення як аргументів до вбудованих функцій (int(),real(),cmplx(),dble());
- введення квадратних дужок [...] як альтернативу для ініціалізації масивів з допомогою конструктора (/.../);
- розширена інтеграція з основною операційною системою — доступ до аргументів командного рядка, змінні оточення, та повідомлення про помилки процесора з вбудованого модуля iso_fortran_env (input_unit, output_unit, error_unit, iostat_end, iostat_eor, numeric_storage_size, character_storage_size, file_storage_size), а також додано вбудовані функції command_argument_count, get_command, get_command_argument, get_environment_variable;

Важливим доповненням у версії Fortran 2003 стала доповідь ISO TR-19767: про розширення модулів в Фортрані. Ця доповідь внесла додатковий submodule що дозволяє визначення і реалізацію модулів, які можуть описуватись частинами в окремих блоках програми, і дозволяє покращити архітектуру великих бібліотек, полегшує публікацію інтерфейсів, а також запобігає каскадній компіляції.

### Fortran 2008
Стандарт ISO / IEC 1539-1:2010, неофіційно відомий як Fortran 2008, було затверджено голосуванням у вересні 2010. Як і Fortran 95, це незначне оновлення, включає роз'яснення та поправки до Fortran 2003, але також додає кілька нових можливостей:
- submodule — замінили ISO / IEC TR 19767:2005;
- Coarray Fortran (CAF) — вбудований в мову синтаксис для паралельних обчислень[9];
- конструкція do concurrent для розпаралелювання циклів без взаємозалежностей;
- атрибут contiguous для масивів, які розміщені безперервно одним шматком в оперативній пам'яті та вказівників, котрі на такі масиви вказують і функцію is_contiguous;
- конструкція block, всередині якої можна оголошувати нові змінні з локальною межею видимості і котрі можуть бути вкладеними;
- рекурсивні динамічні компоненти похідних типів;
- внутрішні вкладені процедури можуть використовуватись як аргументи в інших процедурах
- доступ до дійсної та уявної частини комплексних чисел в «стилі ООП» з допомогою псевдокоманд %re та %im;
- створення нової динамічної змінної в allocate (b, mold=a) копіюючи розмірність та тип іншої змінної, але без копіювання значень з допомогою нового специфікатора mold додатково до вже наявного source; також ці специфікатори дозволяється використовувати для одночасного створення кількох змінних;
- автоматичне виділення пам'яті змінних під час операції присвоєння, які раніше були задекларовані як allocatable;
- рекурсивні операції вводу/виводу для будь-яких файлів (на відміну від стандарту 2003, де це дозволялось тільки для внутрішніх файлів)
- специфікатор newunit для інструкції open, який автоматично виділяє унікальне ціле число-ідентифікатор для операцій читання та запису;
- новий універсальний дескриптор формату g0.x
- нові вбудовані функції — математичні (acosh, asinh, atanh, bessel_j0, bessel_j1, bessel_jn, bessel_y0, bessel_y1, bessel_yn, erf, erc, erf_scaled, gamma, log_gamma, hypot, norm2), маніпуляції з бітами (bge, bgt, ble, blt, dshiftl, dshiftr, iall, iany, iparity, leadz, popcnt, poppar, trailz, maskl, masr, merge_bits, shiftl, shiftr), для паралельної роботи з комасивами (atomic_define, atomic_ref, image_index, lcobound, num_images, this_image, ucobound), для взаємодії з операційною системою та запуску її команд execute_command_line, для пошуку в масивах findloc, для отримання розміру об'єктів в пам'яті storage_size,
- розширення модуля iso_fortran_env з допомогою додаткових процедур compiler_version та compiler_options , які дають за потреби інформацію про компілятор та його опції під час фази компіляції
- в модулі iso_c_binding додано c_sizeof — відповідає оператору sizeof в мові C.

Остаточний проєкт міжнародного стандарту (Final Draft international Standard — FDIS) наводиться в документі N1830, та технічні доповнення N1903 та N1958. Важливим розширенням до Fortran 2008 стало ISO Technical Specification (TS) 29113 щодо взаємодії Фортрану з мовою C, який був представлено ISO в травні 2012 на затвердження. Специфікація додає підтримку доступу до дескриптора масиву з мови C і дозволяє не звертати уваги на тип і ранг аргументів.

### Fortran 2018
Робота над наступним стандартом тривала понад 8 років. 1 грудня 2012 затверджено й опубліковано «ISO/IEC TS 29113:2012» Technical Specification (TS29113) щодо взаємодії Фортрану з мовою C, 19 листопада 2015 затверджено й опубліковано «ISO/IEC TS 18508:2015 Information technology — Additional Parallel Features in Fortran» щодо розпаралелювання за допомогою комасивів (TS18508). Офіційне оприлюднення стандарту Fortran 2018, ISO/IEC 1539:2018 відбулося з кількамісячним запізненням 2 грудня 2018 року.
Додано такі удосконалення до цього стандарту:
- Значно розширено сумісність мови Fortran з мовою C у зворотному напрямку. Для цього компілятор супроводжується вихідним файлом ISO_Fortran_binding.h котрий значним чином розширено у новому стандарті і містить визначення та прототипи, що дозволяють функціям C працювати з об’єктами мови Fortran, і отримувати доступ до всіх їх властивостей. Для цього до файлу додано коди атрибутів CFI_attribute_pointer, CFI_attribute_allocatable, CFI_attribute_other, також тип CFI_dim_t та CFI_type_struct, що сумісний з похідними типами мови Fortran. Також додано CFI_MAX_RANK, CFI_VERSION та цілий ряд макросів для типів мови C але з точки зору мови Fortran. Додано також функції CFI_establish, CFI_setpointer, CFI_allocate, CFI_deallocate, функції для секцій (перерізів) масивів CFI_section, CFI_select_part, і функцію адресації CFI_address. Крім того додано функцію перевірки масиву на суцільність CFI_is_contiguous та цілий ряд константних кодів для позначення помилок. c_ptrdiff_t тип додано в модуль iso_c_binding для використання в якості параметра типу, щоб забезпечити взаємодію з типом ptrdiff_t.
- Додано поняття передбачуваного рангу assumed rank для полегшення взаємодії з функціями C, які були написані для аргументів будь-якого рангу. Фіктивний аргумент, який не є масивом і не має атрибута value, може бути оголошений з передбачуваним рангом із синтаксисом (..) Щоб процедура Fortran могла визначити ранг, додано нову внутрішню функцію rank(a). Для виконання альтернативного коду в залежності від фактичного рангу об’єкта з припущеним рангом надається конструкція select rank .. end select з селекторами rank (scalar-int-constant-expr ), rank (*) чи rank default. Додано поняття передбачуваного типу assumed type, щоб функція C могла приймати аргумент будь-якого типу. Масив із передбачуваним рангом може мати атрибут неперервності contiguous.
- Асинхронний атрибут asynchronous розширено з застосування вводу-виводу для випадків, що виконується іншими способами, ніж Fortran (напр. MPI).
- Значно розширено можливості паралельного програмування з допомогою комасивів. Поняття команди/колективу team було введено, щоб дозволити виконувати самостійно окремі набори images. Для цього можна використовувати новий тип team_type із внутрішнього модуля iso_fortran_env. Створення нової команди team задається інструкцією form team для вибраних зображень. Зміна команди відбувається з допомогою блоку інструкцій change team .. end team
- Константу stat_failed_image додано до модуля iso_fortran_env, щоб позначати чи отримувати стан про зображення image в стані failed. Термін active додано для зображення image, яке не знаходиться ані в стані помилки, ані зупинки.
- Поняття подій event були введені, щоб дозволити не виконувати інструкції до тих пір, поки одна або кілька дій не будуть виконані з іншими зображеннями. Запис про події зберігається у скалярному масиві розширюваного типу event_type із внутрішнього модуля iso_fortran_env і відомий тепер як event-змінна . Зображення виконує event wait, якщо йому потрібно затримати інструкції виконання для інших зображень. Кожен виклик event post має відповідний виклик event wait, що включає одну й ту саму змінну event.
- Для синхронізації було введено sync team, щоб дозволити синхронізацію в team предка, не виходячи за межі блоку change team
- Додано внутрішні функції get_team, team_number, а функції image_index, num_images, this_image тепер мають три форми аргументів
- Внутрішня функція move_alloc тепер не є pure, якщо її аргументи є масивами.
- Інструкція fail image змушує виконуване зображення отримати статус failed. Також додано нові внутрішні процедури для ідентифікації невдалих (failed) та зупинених (stopped) зображень: failed_images([ team, kind]), stopped_images([ team, kind]), image_status(image[, team])
- Додано внутрішні підпрограми co_broadcast, co_max, co_min, co_sum, co_reduce для виконання колективних операцій над усіма зображеннями команди
- Додано дев’ять атомарних підпрограм, і дві старі отримали додатковий аргумент: atomic_add, atomic_and, atomic_or, atomic_xor, atomic_fetch_add, atomic_fetch_and, atomic_fetch_or, atomic_fetch_xor, atomic_cas
- Для відповідності новому стандарту IEEE для арифметики з рухомою комою ISO/IEC/IEEE 60559:2011 було внесено велику кількість змін до внутрішніх вбудованих модулів ieee_arithmetic, ieee_exceptions та ieee_features.
- Змінено доступність за замовчуванням для об'єктів, до яких здійснюється доступ із модулів. Розширено можливості посилання на властивість об’єкта у константних виразах. Додано універсальні дескриптори форматування виводу d0.d, e0.d, es0.d, en0.d, g0.d and ew.de0 Додано нову елементарну внутрішню функцію out_of_range, щоб перевірити чи дійсне/ціле значення можна безпечно перетворити на інший дійсний чи цілий type та kind. Додано нову трансформаційну внутрішню функцію reduce для звичайного масиву, яка відповідає колективній підпрограмі co_reduce для комасивів . Додано внутрішню функцію coshape.
- У Fortran 2008 були виявлені проблеми із використанням підпрограми генератора випадкового числа random_number. Fortran 2018 вимагає, щоб кожне зображення мало свій seed для ефективності, і для управління ініціалізацією seed було додано внутрішню підпрограму random_init
- Вираз імпорту, що використовується у вбудованій підпрограмі або конструкції блоку для управління асоціацією, тепер має нові форми: import, only: import-name-list, import, none, import, all
- Видалено застарілу інструкцію arithmetic if

## Особливості та можливості
Можливості та переваги походять зі сфери застосування цієї мови (наука, інженерія, та високошвидкісні, паралельні обчислення):
- проста у використанні, стандартизована мова (граматика і синтаксис наближені до англійської мови та математичних формул);
- багато загальних операцій організовано на вищому рівні, ніж це зроблено в C чи C++, і це дає можливість писати коротший і зрозуміліший код;
- рядки символів це об'єкти першого класу і операції з рядками символів є надзвичайно простими і зрозумілими;
- операції введення/виведення простіші і організовані переважно як інструкції а не як процедури чи функції;
- використання модулів та інтерфейсів дозволяє кращу діагностику на етапі компіляції;
- менше використання вказівників у коді та високорівневий доступ до пам'яті роблять код безпечнішим;
- вказівники впроваджені таким чином, що компілятору надзвичайно просто ідентифікувати їх і неправильне їхнє використання;
- мало «винятків з правил» чи непередбачуваної поведінки компіляторів відповідно до стандарту;;
- в середньому гарна діагностика від компіляторів, тому початківець отримує багато підказок
- операції з комплексними числами та числами підвищеної точності;
- багато вбудованих функцій з автоматичним вибором точності та типу (такі функції дуже добре оптимізуються);
- вбудована підтримка операцій з багатомірними масивами як ціле, і з вибірками (окремо, і в інструкціях, напр. вибору select case);
- підтримка одного рівня «вкладених функцій» (англ. nested function) за допомогою contains;
- індекси масивів можуть бути будь-які цілі числа (від'ємні також);
- дуже гарна підтримка операцій читання/запису (форматованого, асинхронного та ін);
- спеціальний синтаксис для розпаралелювання обчислень за допомогою комасивів Coarray Fortran;
- стандартна (найшвидша) передача змінних за посиланням (by reference) як параметрів у функціях та підпрограмах;
- краща (загалом) оптимізація коду, що позитивно впливає на швидкодію програм та більш оптимізовані математичні обчислення;
- порядок математичних операцій визначено абсолютно точно і також контролюється дужками;
- нечутливість до регістру дозволяє уникати помилок при неправильному записі «КоНстаНт» та «ЗміНниХ»;
- всі слова мови ключові, але не зарезервовані, що додає певний додатковий простір вибору назв змінних;
- принцип «одна інструкція на рядок коду» загалом додає стабільності програмам (однак можна використовувати крапку з комою для запису двох і більше інструкцій в рядку);
- Перевантаження стандартних операторів та розширення набору операторів за допомогою створення нових дозволяє писати програми максимально наближеними до складних математичних формул[23][24][25][26][27].

Основні можливості об'єктно-орієнтованого програмування додали до стандарту Fortran 90. Починаючи зі стандарту Fortran 2003, мова отримала повний набір можливостей, що дозволяють класифікувати її як об'єктно-орієнтовану мову програмування: інкапсуляцію та модульність; успадкування; прив'язані до типів процедури; поліморфізм; вказівники на процедури; абстрактні типи даних. Також сучасний стандарт частково дозволяє використовувати функційну парадигму програмування з допомогою pure та elemental функцій, рекурсії та функцій вищого порядку (як аргумент, результат та з одним рівнем вкладених функцій),- однак без замикань (closures), анонімних функцій (лямбда-функцій) та часткового застосування.

## Компілятори
Основні, широковідомі компілятори, та такі, що розвиваються:
- G77
- GNU gfortran
- Intel ifort
- Absoft Fortran
- Lahey Fortran
- g95
- NVIDIA HPC SDK[28]
- NAG Fortran Compiler
- Silverfrost FTN95 для Windows
- Oracle f90 (раніше входив до Sun Studio)
- MS/Compaq/Dec FORTRAN
- IBM XL Fortran
- Open64 Fortran
- Open Watcom fortran
- PathScale Fortran Compiler

Всі названі компілятори значно відрізняються між собою рівнем підтримки сучасних стандартів фортрану. Деякі з них зупинилися на версії Fortran 90, чи Fortran 95, а деякі завершують імплементацію нововведень останніх стандартів Fortran 2003/2008 (GNU gfortran, INTEL ifort, PGI pgfortran, NAG Fortran Compiler). Більшість з цих компіляторів є комерційними, однак GNU gfortran, g95 та Open64 випускаються під публічними відкритими ліцензіями. В листопаді 2015 NVIDIA, Національна Адміністрація ядерної безпеки США (NNSA) та інші три національні лабораторії оголосили про початок розробки нового відкритого компілятора Фортран для суперкомп'ютерів на базі архітектури LLVM

## Бібліотеки
Фортран дозволяє скористатись дуже багатьма зразками наявного сумісного і перевіреного коду різноманітних математичних бібліотек, а також спеціалізованого коду з усіх галузей науки та техніки. Дуже широко розвинутими є напрямки математичних бібліотек та спеціалізовані алгоритми з чисельних методів. Найбільш відомі загальні математичні бібліотеки для роботи в Fortran це комерційні NAG, MKL, IMSL, та з публічними ліцензіями: netlib.org, TOMS алгоритми, BLAS, LAPACK, ScaLAPACK, SLATEC, GSL разом з FGSL, SPHEREPACK, FISHPACK90, FFTPACK5, CERNLIB та ін.

### Проблеми
Більшу частину коду на фортрані почали розробляти ще до затвердження стандарту Fortran 90 і тому він часто містить в собі всі недоліки попередніх стандартів (фіксований код, нестандартні розширення, погану структурованість, незрозумілі назви змінних, статичне виділення пам'яті, проблеми з багатонитковою безпекою та інше). Дуже мало старих бібліотек переписувалось за новими стандартами. Додавати такий код в сучасні проєкти не проблема, але проблеми часто виникають, коли в коді цих бібліотек необхідно щось змінити.
В фортрані майже відсутні бібліотеки з узагальненими алгоритмами для роботи з різноманітними типами даних. Також немає достатньої кількості зразкового коду, що використовує об'єктно-орієнтовану модель, шаблони проєктування та роботу з узагальненими типами даних. Звичайно це пояснюється низькою потребою в такому коді в тих галузях, де використовується Фортран.

### Сумісність
Зі стандартом 2003—2008 значно покращилась сумісність та можливість взаємодії бібліотек та програм на C та Фортрані. Тому на даний час можна безпосередньо писати звичайний інтерфейс для використання потрібних бібліотек, що написані мовою C. Це використовується наприклад в FGSL — інтерфейсі до GNU Scientific Library. В деяких випадках можна згенерувати такий інтерфейс автоматично. Багато фірм-розробників компіляторів додають також інші нестандартні додаткові функції: в gfortran — у вигляді GNU extension функцій, або ж як в intel ifort у вигляді додаткового модуля-бібліотеки «intel portability library», котра підключається з допомогою інструкції USE IFLPORT.

### Графічні інтерфейси
Для програмування графічних інтерфейсів на Фортрані також можна виділити кілька відомих бібліотек, що дозволяють відносно швидку реалізацію ГІК, чи візуалізувати дані у вигляді різноманітних графіків: gtk-fortran, QuickWin, Winteracter, DISLIN, GINO, PLPLOT, GrWin, f90gl, JAPI, PGPLOT, g2, MathGL, f03gl, gnufor2, gnuplotfortran, ogpf.

## АвтоматизованіCASE-засобирозробки ПЗ на Fortran
- рефакторинг коду — CamFort[70], PlusFORT[71], Photran[72]
- статичний аналіз — Forcheck[73], PlusFORT[71], SciTools Understand Fortran[74], Cleanscape FortranLint[75], ftnchek[76]
- UML інструменти: ForUML[77]

## Інтегровані середовища розробки для Fortran
Розробку ПЗ на Fortran підтримують наступні ІСР: Eclipse з встановленим Eclipse Parallel Tools Platform (PTP), Code::Blocks, NetBeans, Geany, Oracle Developer Studio, Simply Fortran від Approximatrix, IntelliJ IDEA за наявності додатка,  Atom з додатком ide-fortran, та інші.

## Критика
- Критика, пов'язана з незнанням сучасних стандартів Фортрану

Спеціалісти, котрі стикалися з ним кілька десятків років тому, тобто щонайбільше зі стандартом Fortran 77 уявляють Фортран кодом у фіксованому форматі зі скороченими (чи обрізаними) іменами змінних, з неявною типізацією, статичним виділенням пам'яті та надзвичайно перевантаженим використанням інструкції безумовного переходу goto. Незважаючи на те, що такий код дійсно підтримується майже всіма компіляторами, в сучасному Фортрані це архаїзм і більше не використовується в нових проєктах.
- Критика та суперечки щодо того, яка мова програмування (точніше компілятор) дає більш оптимізований за швидкодією код

Внаслідок довготривалого розвитку та орієнтації мови Фортран на чисельне математичне програмування, компілятори мають дуже високий рівень оптимізації. Тому дискусія зводиться переважно до суперечки: швидше C чи Фортран. Компілятори для програми на C++ з використанням шаблонів та метапрограмування можуть також позмагатися у швидкодії з Фортраном, однак зневадження коду на C++, що використовує такий підхід та супроводження і модифікація є надзвичайно складними і затратними. Загалом швидкодія програм написаних на Фортрані та на C є приблизно однакова.
- Критика пов'язана з неправильною інтерпретацією сфери застосування

Фортран має достатньо вузьку нішу застосування, що часто використовується критиками при порівнянні з іншими мовами широкого профілю такими як C чи C++. Однак Фортран не призначено для системного чи низькорівневого програмування.
- Критика (справедлива) про недоліки мови Фортран та компіляторів
  - Немає бібліотек з універсальними алгоритмами для роботи зі складними структурами даних на кшалт STL чи Boost в C++. Всі відомі та широковживані контейнери (дерева, черги, купи, таблиці, стеки, зв'язані списки ітд.) винаходяться щоразу майже[80] заново.
  - Недостатня підтримка основними компіляторами останнього стандарту[29][30]
  - В стандарті мови відсутні деякі відомі з інших мов вбудовані прості типи, наприклад беззнакові цілі (невід'ємні) числа, а це зазвичай ускладнює створення алгоритмів з бітовою арифметикою.
  - Узагальнене програмування для похідних типів хоча і є в стандарті, але на практиці реалізація виявляється складною. Шаблони для різних типів, як в C++ відсутні[80]. Відсутність механізму використання шаблонів у Фортрані порівняно з C++ є однією з основних вад в контексті використання мови в об'єктно-орієнтованому програмуванні.
  - Компілятори загалом несумісні з ABI (англ. Application Binary Interface) тобто на рівні двійкового коду, а це ускладнює поширення готових бібліотек.
  - Немає звичного вбудованого механізму обробки винятків, як в інших мовах і тому неможливо реагувати програмно на виняткові ситуації. Існує підтримка винятків для IEEE арифметики з рухомою комою та для інструкцій read і write.
  - Дещо обмежене поняття вказівника — наприклад для створення масиву вказівників потрібно використовувати окремий похідний тип з компонентом-вказівником всередині і потім створювати масив таких об'єктів-вказівників.
  - Ієрархічна модель простору імен (по аналогії до namespace в C++) — у Фортрані відсутня і до версії Fortran 2008 це створювало незручності для організації ієрархії коду та її компіляції. Зазвичай перший рівень простору імен забезпечувався модулями з певним рівнем видимості для змінних (вживаючи відповідні інструкції private чи public для певних змінних) або ж обмежуючи видимість сутностей в модулі за допомогою use module_name, only: some_variable. Популярним також було безпосереднє додавання префіксів для кожної змінної в певному модулі, чи створення нового модуля zz_module_name в котрому робили перейменування всіх видимих змінних: use module_name, x=>zz_x. Ієрархію простору імен можна також симулювати декларуванням похідних типів, котрі в свою чергу містять наступні типи, однак такий спосіб не вирішує повністю проблем розділення видимості (наприклад при розпаралелюванні програми з такими типами). Починаючи зі стандарту Fortran 2008, задача локалізації видимості об'єктів та змінних навіть в межах одного модуля вирішується з використанням ієрархії на основі submodule, оскільки інші субмодулі певного модуля типово не мають доступу до об'єктів, які оголошені локально в кожному з цих субмодулів[81]. Субмодуль може мати тільки один предок-модуль та ієрархію предків-субмодулів. Використовуючи видимість та ієрархію за допомогою субмодулів двох окремих модулів можна легко добратись навіть перехресно до об'єктів та сутностей, оголошених в кожному з цих модулів, — субмодуль модуля А може використовувати об'єкт з модуля Б, а субмодуль модуля Б в свою чергу використовує об'єкт модуля А (що без субмодулів явно заборонено і викликає помилку циркулярної взаємозалежності модулів А та Б під час компіляції).
  - Код на Фортрані, хоча й в меншій мірі, але як і в C чи C++, може містити серйозні уразливості щодо безпеки, які не завжди виявляють компілятори: переповнення цілочисельного буферу, завислі вказівники та ін[82].

## Приклади
Програма ілюструє динамічне виділення пам'яті та операції з масивами; необхідно відзначити відсутність явних циклів та математичні операції з масивами як ціле. Цей приклад обчислює середнє арифметичне з даних, введених інтерактивно:
```
  
program 
average

  
! обчислення середнього арифметичного для заданих чисел

  
! якщо немає вводу, повертаємо нуль

  
! така поведінка обрана для спрощення коду

  
implicit none

  
real
,
 
dimension
(:),
 
allocatable
 
::
 
points

  
integer
                         
::
 
number_of_points

  
real
                            
::
 
average_points
=
0.
,
 
positive_average
=
0.
,
 
negative_average
=
0.

  
write
 
(
*
,
*
)
 
"Input number of points to average:"

  
read
  
(
*
,
*
)
 
number_of_points

  
allocate
 
(
points
(
number_of_points
))

  
write
 
(
*
,
*
)
 
"Enter the points to average:"

  
read
  
(
*
,
*
)
 
points

  
! Обчислити середнє

  
if
 
(
number_of_points
 
>
 
0
)
 
average_points
 
=
 
sum
(
points
)
 
/
 
number_of_points

  
! Зараз середнє для додатних чи від'ємних чисел

  
if
 
(
count
(
points
 
>
 
0.
)
 
>
 
0
)
 
then

     
positive_average
 
=
 
sum
(
points
,
 
points
 
>
 
0.
)
 
/
 
count
(
points
 
>
 
0.
)

  
end if

  if
 
(
count
(
points
 
<
 
0.
)
 
>
 
0
)
 
then

     
negative_average
 
=
 
sum
(
points
,
 
points
 
<
 
0.
)
 
/
 
count
(
points
 
<
 
0.
)

  
end if

  deallocate
 
(
points
)

  
! вивести результат в терміналі

  
write
 
(
*
,
'(a,g12.4)'
)
 
'Average = '
,
 
average_points

  
write
 
(
*
,
'(a,g12.4)'
)
 
'Average of positive points = '
,
 
positive_average

  
write
 
(
*
,
'(a,g12.4)'
)
 
'Average of negative points = '
,
 
negative_average

  
end program 
average

```

Наступна програма використовує можливості розпаралелювання з допомогою комасивів (використовуються можливості з TS18508):
```
program 
hello_world

  
implicit none

  
character
(
len
=
20
)
 
::
 
name
[
*
]
 
! скалярний комасив, одне name для кожного image

  
! тобто: "name" це локальна змінна а "name[<index>]" надає доступ

  
! до копії цієї змінної в конкретному image; "name[this_image()]" те ж саме, що і "name".

  
! взаємодія з користувачем в image 1; виконання всіх інших проходить без переривання.

  
if
 
(
this_image
()
 
==
 
1
)
 
then

    write
(
*
,
'(a)'
,
advance
=
'no'
)
 
'enter your name: '

    
read
(
*
,
'(a)'
)
 
name

  
end if

  
! розсилання інформації в змінній name з image 1 всім іншим відображенням

  
call 
co_broadcast
(
name
,
source_image
=
1
)

  
! виведення з усіх відображень виконуються в довільному порядку, але кожна інструкція write завершується повністю

  
write
(
*
,
'(3a,i0)'
)
 
'hello '
,
trim
(
name
),
' from image '
,
 
this_image
()

end program 
hello_world

```

## Гумор
Впродовж багатьох років існування та розвитку в розробників стали поширеними саркастичні жарти та специфічний фольклор щодо Фортрану.
- Відомий експерт професор Едсгер Дейкстра 1975 сказав[83]: «Фортран страждає від дитячої хвороби — на даний час вже існує майже 20 років і є безнадійно неадекватний для розробки будь-якої комп'ютерної програми, котра вам спаде на думку сьогодні: він занадто незграбний, занадто ризикований і обходиться занадто дорого у використанні». А також: «У старі добрі часи фізики відтворювали експерименти інших фізиків, просто щоб бути впевненими. Сьогодні вони вчепилися за Фортран, бо можуть просто поділитися один з одним програмами, включно з усіма помилками в коді».
- Знавець Unix i BSD, Дон Сілей, (англ. Donn Seeley) написав[84] роздуми на тему: «Як не писати на Фортрані будь-якою мовою програмування». Як наслідок, набув значного поширення вислів «ви можете програмувати на Фортрані, використовуючи будь-яку мову».
- Кен Томпсон у статті «Reflections on Trusting Trust» сказав: «Фортран вибирають з тієї самої причини, з якої є популярними змагання з бігу зі зв'язаними ногами».
- В Sun FORTRAN Reference Manual стверджувалось: «систематичне відокремлення слів прогалинами стало загальною звичкою близько десятого століття нашої ери і це тривало приблизно до 1957 року, коли в мові FORTRAN відмовилися від цієї практики».
- Алан Перліс: «FORTRAN — не квітка, а бур'ян: витривалий, іноді цвіте, але виростає в кожному комп'ютері»; «ви можете виміряти перспективність програміста, дізнаючись про його ставлення до (дивної) триваючої життєздатності мови FORTRAN»; «хоча китайці повинні обожнювати APL, вони вкладають свої гроші чомусь у ФОРТРАН»; «протягом багатьох століть навіть древні індіанці різних племен розробили спільну жестову мову для спілкування та пояснення явищ, що являють певний обопільний інтерес. Програмісти з різних племен (FORTRAN, LISP, Алгол, SNOBOL та інших) могли б також навчитись якоїсь однієї мови, яка б не вимагала від них возити за собою шкільну дошку на своїх поні, щоб порозумітися».
- Стівен Фейнер (англ. Steven Feiner): «ви можете сказати, як далеко нам ще потрібно пройти, якщо FORTRAN — це зараз у нас мова для суперкомп'ютерів.»
- Unix програма fortune видає таку «мудрість»: «комп'ютер без COBOL'у та FORTRAN'у — це як шматочок шоколаду без кетчупу та гірчиці»
- Під час засідання комітету затвердження стандарту FORTRAN 77 була внесена технічна пропозиція під назвою «Літера О розглядається як небезпечна». В ньому містилось пояснення, що оскільки літера О подібна до цифри 0, то необхідно заборонити вживання літери О в наступному стандарті в іменах змінних та видалити її з дозволених символів. Це допоможе уникати помилок, а також сприятиме кращій структуризації програм (роблячи неможливим використання горезвісного goto). Небезпечну інструкцію format теж буде нейтралізовано. Відзначалося, що це «може зробити деякі наявні програми неробочими», але більшість з них «ймовірно, були несумісними зі стандартом так чи інакше ще раніше.»
- В «FORTRAN manual for Xerox computers» був такий абзац: «Основною метою інструкції data є називання констант: замість посилання щоразу на π як +3,141592653589793 змінній π може бути надане це значення і використовуватись на заміну числової форми постійно. Це також спрощує модифікацію програми в тому випадку, коли значення π раптом зміниться».
- FORTRAN — це не мова програмування. Це спосіб перетворити мейнфрейм, що коштує багато мільйонів, на програмований науковий калькулятор за 50$.

## Стандарти мови Fortran
- Ansi x3.9-1966. USA Standard FORTRAN (PDF). American National Standards Institute. Архів оригіналу (PDF) за 15 травня 2011. Процитовано 15 травня 2016. (FORTRAN 66)
- Ansi x3.9-1978. American National Standard – Programming Language FORTRAN. American National Standards Institute. Архів оригіналу за 29 жовтня 2013. Процитовано 15 травня 2016. (FORTRAN 77)
- ANSI X3.198-1992 (R1997) / ISO/IEC 1539:1991. American National Standard – Programming Language Fortran Extended (PDF). American National Standards Institute / ISO/IEC. Архів оригіналу (PDF) за 5 листопада 2020. Процитовано 16 травня 2019. (Fortran 90)
- ISO/IEC 1539-1:1997. Information technology – Programming languages – Fortran – Part 1: Base language (PDF). Архів оригіналу (PDF) за 18 серпня 2011. Процитовано 15 травня 2016. (Fortran 95)
- ISO/IEC 1539-1:2004. Information technology – Programming languages – Fortran – Part 1: Base language (PDF). (Fortran 2003)
- ISO/IEC 1539-1:2010 (Final Draft International Standard). Information technology – Programming languages – Fortran – Part 1: Base language (чорновик J3/18-007r1, F2018 Interpretation Document,  назва оригінального документу: N1830.pdf) (PDF). Архів оригіналу (PDF) за 20 січня 2020. Процитовано 28 серпня 2019.(Fortran 2008)